# Крумловская мадонна
«Кру́мловская мадонна» (чеш. Krumlovská madona, нем. Krumauer Madonna) — полихромная позднеготическая скульптура из известняка Богоматери с младенцем высотой 112 см, созданная неизвестным богемским мастером в конце XIV века. Названа по месту обнаружения в городе Чески-Крумлов на юге Чехии.
«Крумловская мадонна» была создана при пражском дворе, ставшем при императоре Карле IV важным культурным центром, привлекавшем мастеров готики со всей территории империи. Первое упоминание о скульптуре датируется 1400 годом, когда статуя Богоматери de pulchro opere находилась в капелле Крумловского замка Рожмберков. В 1910 году скульптура была обнаружена в частном жилом доме в городе Чески-Крумлов, где предположительно хранилась с 1803 года после роспуска в 1785 году Златокорунского монастыря. Переговоры с владелицей о выкупе скульптуры австрийским государством продолжались до 1913 года. В конечном итоге «Крумловская мадонна» была приобретена государством за 30 тыс. крон и с 1922 года демонстрируется в кунсткамере Музея истории искусств в Вене, с 2013 года — в 36-м зале.
«Крумловская мадонна» — «признанный образец позднеготической традиции в изображении Мадонны в скульптуре» и наиболее известная скульптура в чешском «стиле прекрасных мадонн», который искусствоведы относят к «мягкому стилю» — юго-восточному варианту интернациональной готики. Крумловский образ Богоматери отличается грациозностью, сочетанием пленительной нежности и высокомерия, детской невинности и меланхолии. У Мадонны высокий выпуклый лоб, прямой тонкий нос, пухлые губки, маленький округлый подбородок и длинная изящная шея. Композиция скульптуры определяется диагональными линиями, а построение фигуры — контрастами. Сильно выраженный боковой изгиб создаёт эффект неустойчивого равновесия скульптуры. Благодаря сдвигу верхней и нижней части сдвинуты относительно друг друга, придавая образу изменчивость и зыбкость. Узкие плечи и хрупкая верхняя часть тела контрастирует с широкой средней частью с пышной драпировкой и боковыми почти симметричными каскадами мягких складок. В нижней части фигуры Мадонны преобладают динамичные диагональные складки, которые стремительно поднимаются от земли. Мадонна как будто вырастает из земли подобно цветку.